# Tellancourt
Tellancourt település Franciaországban, Meurthe-et-Moselle megyében. Lakosainak száma 638 fő (2022. január 1.). Tellancourt Virton, Fresnois-la-Montagne, Longuyon és Saint-Pancré községekkel határos.

## Népesség
A település népessége az elmúlt években az alábbi módon változott:
| Lakosok száma | 522  | 533  | 480  | 585  | 561  | 551  | 560  | 601  | 622  | 638  |
|               | 1968 | 1982 | 1990 | 2006 | 2013 | 2015 | 2017 | 2019 | 2020 | 2022 |